# Gasbildungsrate
Die Gasbildungsrate beschreibt die Menge an Gasen, die pro Zeit und Volumen oder Masse entsteht.

## Anwendungsfelder

### Kerntechnik
Schwach- und mittelradioaktive Abfälle müssen so konditioniert werden, dass sie über den Zeitraum der Zwischenlagerung stabil sind. Als Indiz für eine mangelnde Stabilität dient dabei eine Gasbildung durch Faul-, Gär- oder Korrosionsvorgänge. Entstehende Gase sind hierbei beispielsweise Wasserstoff, Methan, Kohlenstoffdioxid oder Kohlenstoffmonoxid.
Zulässig sind in Deutschland je nach Abfallart entsprechend der zugehörigen Empfehlung der Entsorgungskommission maximale Gasbildungsraten zwischen 3 mL/m3h und 20 mL/m3h. Liegt die Gasbildungsrate oberhalb der zulässigen Werte, kann beispielsweise eine (erneute) Trocknung der Abfälle erforderlich sein.
Durch die Bestimmung einer Gasbildungsrate kann zudem der entsprechende Nachweis der Endlagerungsbedingungen für das Endlager Konrad erbracht werden.

### Konventioneller Bereich
Im konventionellen Bereich wird die Gasbildungsrate herangezogen, um beispielsweise Boden- oder Abfallproben chemisch/biologisch beurteilen zu können. In diesem Zusammenhang wird häufig die Gasbildungsrate im Gärtest (GB21) herangezogen. Hierbei wird unter anaeroben Bedingungen in einem Eudiometer das über 21 Tage entstehende Gasvolumen in Bezug auf die Trockenmasse einer Probe bestimmt.
Nach der Deponieverordnung ist in der Regel eine maximale GB21 von 20 l/kg erforderlich.